# Championnats d'Europe de patinage artistique 1970
Navigation
Édition précédente Édition suivante
Les championnats d'Europe de patinage artistique 1970 ont lieu du 4 au 8 février 1970 au palais des sports Ioubileïny de Léningrad en Union soviétique (aujourd'hui Saint-Pétersbourg en Russie).

## Qualifications
Les patineurs sont éligibles à l'épreuve s'ils représentent une nation européenne membre de l'Union internationale de patinage (International Skating Union en anglais). Les fédérations nationales sélectionnent leurs patineurs en fonction de leurs propres critères.
Sur la base des résultats des championnats d'Europe 1969, l'Union internationale de patinage autorise chaque pays à avoir de une à trois inscriptions par discipline. 

## Podiums
| Épreuves                            | Or                                       | Argent                               | Bronze                                    |
| ----------------------------------- | ---------------------------------------- | ------------------------------------ | ----------------------------------------- |
| Messieurs résultats détaillés       | Ondrej Nepela                            | Patrick Péra                         | Günter Zöller                             |
| Dames résultats détaillés           | Gabriele Seyfert                         | Beatrix Schuba                       | Zsuzsa Almássy                            |
| Couples résultats détaillés         | Irina Rodnina / Alexeï Oulanov           | Lioudmila Smirnova / Andrei Suraikin | Heidemarie Steiner / Heinz-Ulrich Walther |
| Danse sur glace résultats détaillés | Lioudmila Pakhomova / Alexander Gorshkov | Angelika Buck / Erich Buck           | Tatiana Voitiuk / Viacheslav Zhigalin     |

## Tableau des médailles
| Rang  | Nation               | Or | Argent | Bronze | Total |
| ----- | -------------------- | -- | ------ | ------ | ----- |
| 1     | Union soviétique     | 2  | 1      | 1      | 4     |
| 2     | Allemagne de l'Est   | 1  | 0      | 2      | 3     |
| 3     | Tchécoslovaquie      | 1  | 0      | 0      | 1     |
| 4     | Allemagne de l'Ouest | 0  | 1      | 0      | 1     |
| 4     | Autriche             | 0  | 1      | 0      | 1     |
| 4     | France               | 0  | 1      | 0      | 1     |
| 7     | Hongrie              | 0  | 0      | 1      | 1     |
| Total | Total                | 4  | 4      | 4      | 12    |

## Détails des compétitions

### Messieurs
| Rang | Nom                     | Nation               | Places | Points | Fig. impo. | Prog. libre |
| ---- | ----------------------- | -------------------- | ------ | ------ | ---------- | ----------- |
| 1    | Ondrej Nepela           | Tchécoslovaquie      |        |        |            |             |
| 2    | Patrick Péra            | France               |        |        |            |             |
| 3    | Günter Zöller           | Allemagne de l'Est   |        |        |            |             |
| 4    | Sergueï Tchetveroukhine | Union soviétique     |        |        |            |             |
| 5    | Sergueï Volkov          | Union soviétique     |        |        |            |             |
| 6    | Haig Oundjian           | Royaume-Uni          |        |        |            |             |
| 7    | Yuri Ovtchinnikov       | Union soviétique     |        |        |            |             |
| 8    | Günter Anderl           | Autriche             |        |        |            |             |
| 9    | Jan Hoffmann            | Allemagne de l'Est   |        |        |            |             |
| 10   | Daniel Höner            | Suisse               |        |        |            |             |
| 11   | Jacques Mrozek          | France               |        |        |            |             |
| 12   | John Curry              | Royaume-Uni          |        |        |            |             |
| 13   | Ralf Richter            | Allemagne de l'Est   |        |        |            |             |
| 14   | Klaus Grimmelt          | Allemagne de l'Ouest |        |        |            |             |
| 15   | Zdeněk Pazdírek         | Tchécoslovaquie      |        |        |            |             |
| 16   | Jozef Zidek             | Tchécoslovaquie      |        |        |            |             |
| 17   | László Vajda            | Hongrie              |        |        |            |             |
| 18   | Stefano Bargauan        | Italie               |        |        |            |             |
| 19   | Didier Gailhaguet       | France               |        |        |            |             |
| 20   | Thomas Callerud         | Suède                |        |        |            |             |
| 21   | Piotr Roszko            | Pologne              |        |        |            |             |
| 22   | Gheorghe Fazekas        | Roumanie             |        |        |            |             |
| 23   | Zoran Matas             | Yougoslavie          |        |        |            |             |

### Dames
| Rang    | Nom               | Nation               | Places | Points | Fig. impo. | Prog. libre |
| ------- | ----------------- | -------------------- | ------ | ------ | ---------- | ----------- |
| 1       | Gabriele Seyfert  | Allemagne de l'Est   |        |        |            |             |
| 2       | Beatrix Schuba    | Autriche             |        |        |            |             |
| 3       | Zsuzsa Almássy    | Hongrie              |        |        |            |             |
| 4       | Rita Trapanese    | Italie               |        |        |            |             |
| 5       | Elisabeth Nestler | Autriche             |        |        |            |             |
| 6       | Patricia Dodd     | Royaume-Uni          |        |        |            |             |
| 7       | Elena Alexandrova | Union soviétique     |        |        |            |             |
| 8       | Ľudmila Bezáková  | Tchécoslovaquie      |        |        |            |             |
| 9       | Sonja Morgenstern | Allemagne de l'Est   |        |        |            |             |
| 10      | Eileen Zillmer    | Allemagne de l'Ouest |        |        |            |             |
| 11      | Charlotte Walter  | Suisse               |        |        |            |             |
| 12      | Alla Korneva      | Union soviétique     |        |        |            |             |
| 13      | Frances Waghorn   | Royaume-Uni          |        |        |            |             |
| 14      | Liana Drahová     | Tchécoslovaquie      |        |        |            |             |
| 15      | Simone Gräfe      | Allemagne de l'Est   |        |        |            |             |
| 16      | Cinzia Frosio     | Italie               |        |        |            |             |
| 17      | Lia Does          | Pays-Bas             |        |        |            |             |
| 18      | Marion von Cetto  | Allemagne de l'Ouest |        |        |            |             |
| 19      | Zsofia Wagner     | Hongrie              |        |        |            |             |
| 20      | Mirosława Nowak   | Pologne              |        |        |            |             |
| 21      | Anita Johansson   | Suède                |        |        |            |             |
| 22      | Beatrice Huștiu   | Roumanie             |        |        |            |             |
| Abandon | Joëlle Cartaux    | France               |        |        |            |             |

### Couples
| Rang | Nom                                       | Nation               | Places | Points | Prog. court | Prog. libre |
| ---- | ----------------------------------------- | -------------------- | ------ | ------ | ----------- | ----------- |
| 1    | Irina Rodnina / Alexeï Oulanov            | Union soviétique     |        |        |             |             |
| 2    | Lioudmila Smirnova / Andrei Suraikin      | Union soviétique     |        |        |             |             |
| 3    | Heidemarie Steiner / Heinz-Ulrich Walther | Allemagne de l'Est   |        |        |             |             |
| 4    | Galina Karelina / Georgi Proskurin        | Union soviétique     |        |        |             |             |
| 5    | Almut Lehmann / Herbert Wiesinger         | Allemagne de l'Ouest |        |        |             |             |
| 6    | Annette Kansy / Axel Salzmann             | Allemagne de l'Est   |        |        |             |             |
| 7    | Manuela Groß / Uwe Kagelmann              | Allemagne de l'Est   |        |        |             |             |
| 8    | Brunhilde Baßler / Eberhard Rausch        | Allemagne de l'Ouest |        |        |             |             |
| 9    | Janina Poremska / Piotr Sczypa            | Pologne              |        |        |             |             |
| 10   | Dana Fialova / Josef Tuma                 | Tchécoslovaquie      |        |        |             |             |
| 11   | Mona Szabo / Pierre Szabo                 | France               |        |        |             |             |
| 12   | Grażyna Osmańska / Adam Brodecki          | Pologne              |        |        |             |             |
| 13   | Evelyne Scharf / Wilhelm Bietak           | Autriche             |        |        |             |             |
| 14   | Karin Künzle / Christian Künzle           | Suisse               |        |        |             |             |
| 15   | Éva Farkas / Tamas Korpás                 | Hongrie              |        |        |             |             |

### Danse sur glace
| Rang | Nom                                      | Nation               | Places | Points | Danses imposées | Danse libre |
| ---- | ---------------------------------------- | -------------------- | ------ | ------ | --------------- | ----------- |
| 1    | Lioudmila Pakhomova / Aleksandr Gorchkov | Union soviétique     |        |        |                 |             |
| 2    | Angelika Buck / Erich Buck               | Allemagne de l'Ouest |        |        |                 |             |
| 3    | Tatiana Voitiuk / Viacheslav Zhigalin    | Union soviétique     |        |        |                 |             |
| 4    | Annerose Baier / Eberhard Rüger          | Allemagne de l'Est   |        |        |                 |             |
| 5    | Susan Getty / Roy Bradshaw               | Royaume-Uni          |        |        |                 |             |
| 6    | Elena Zharkova / Guennadi Karponossov    | Union soviétique     |        |        |                 |             |
| 7    | Hilary Green / Glyn Watts                | Royaume-Uni          |        |        |                 |             |
| 8    | Ilona Berecz / István Sugár              | Hongrie              |        |        |                 |             |
| 9    | Teresa Weyna / Piotr Bojańczyk           | Pologne              |        |        |                 |             |
| 10   | Elisabeth Bugiel / Michel Bouttier       | France               |        |        |                 |             |
| 11   | Matilde Ciccia / Lamberto Ceserani       | Italie               |        |        |                 |             |
| 12   | Astrid Kopp / Axel Kopp                  | France               |        |        |                 |             |
| 13   | Krisztina Regőczy / András Sallay        | Hongrie              |        |        |                 |             |
| 14   | Svetlana Marinovova / Milos Bursik       | Tchécoslovaquie      |        |        |                 |             |
| 15   | Eva Sklenska / Jan Gresek                | Tchécoslovaquie      |        |        |                 |             |
| 16   | Tatiana Grossen / Alessandro Grossen     | Suisse               |        |        |                 |             |